# Шивая Субрамуниясвами
Шивая Субрамуниясвами (англ. Shivaya Subramuniyaswami; имя при рождении — Ро́берт Ха́нсен, англ. Robert Hansen; 5 января 1927—12 ноября 2001) — американский шиваитский гуру, писатель и проповедник; основатель и первый руководитель общины Шайва-Сиддханта в США..
Родился и вырос в Калифорнии, США.
В юном возрасте совершил путешествие в Индию и на Шри-Ланку, где принял шиваизм, получив в 1949 году посвящение от гуру Йогасвами из Джаффны.
В 1970-е годы основал индуистский монастырь на острове Кауаи (Гавайи) и ежемесячный журнал на английском языке «Hinduism Today».
Шивая Субрамуниясвами сыграл большую роль в распространении шиваизма на Западе.
Является автором более тридцати книг на тему индуизма, йоги и медитации.

## Издания его книг по-русски
В 1983 году в самиздате вышел анонимный перевод книги Субрамуниясвами "Танец с Шивой". Впоследствии эта книга в переводе Андрея Костенко неоднократно издавалась по-русски в разных издательствах (в частности в киевском издательстве "София"). В настоящее время русский перевод этого труда активно используется в религиозной практике шиваитов в России и странах СНГ.